# Protoclytra
Protoclytra là một chi bọ cánh cứng trong họ Chrysomelidae.
Chi này được miêu tả khoa học năm 1905 bởi Weise.

## Các loài
Các loài trong chi này gồm:
- Protoclytra angolensis Medvedev, 1987
- Protoclytra damarensis Medvedev, 1987
- Protoclytra kalaharica Medvedev, 1993
- Protoclytra namaquensis Medvedev, 1993
- Protoclytra namibica Medvedev, 1993
- Protoclytra ornatipennis Medvedev, 1993
- Protoclytra pseudorugosa Medvedev, 1987
- Protoclytra somaliensis Medvedev & Regalin, 1998
- Protoclytra subglabrata Medvedev, 1993
- Protoclytra transvaalica Medvedev, 1993
- Protoclytra tuberculata Medvedev, 1993